# Eliminacje do Mistrzostw Europy w Piłce Nożnej Kobiet 2009/Grupa 1
Rozgrywki Grupy 1 Eliminacji do Mistrzostw Europy w Piłce Nożnej kobiet 2009 odbyły się w dniach od 13 maja 2007 do 1 października 2008. Grupa 1 była jedną z sześciu, które wyłoniły 11 finalistów Mistrzostw Europy w Piłce Nożnej Kobiet 2009. W Grupie 1 znalazły się następujące zespoły:
- Anglia
- Białoruś
- Czechy
- Hiszpania
- Irlandia Północna

## Tabela
| Zespół            | Pkt | M | W | R | P | Br+ | Br- | +/- |
| ----------------- | --- | - | - | - | - | --- | --- | --- |
| Anglia            | 20  | 8 | 6 | 2 | 0 | 24  | 4   | +20 |
| Hiszpania         | 17  | 8 | 5 | 2 | 1 | 24  | 7   | +17 |
| Czechy            | 14  | 8 | 4 | 2 | 2 | 18  | 14  | +4  |
| Białoruś          | 4   | 8 | 1 | 1 | 6 | 10  | 27  | -17 |
| Irlandia Północna | 1   | 8 | 0 | 1 | 7 | 2   | 26  | -24 |

Legenda:
- kolorem zielonym oznaczono drużyny, które bezpośrednio awansowały do turnieju finałowego.
- kolorem żółtym oznaczono drużyny, które awansowały do baraży.
- kolorem czerwonym oznaczono drużyny, które nie awansowały, ani nie uzyskały awansu do baraży.

## Wyniki
| 13 maja 2007 13:00 GMT | Anglia · K. Smith 52' · Harkin 66' (g.s) · Chapman 73' · Sanderson 77' | 4-0raport | Irlandia Północna | Priestfield Stadium, Gillingham Widzów: 3944 Sędzia: Ann-Helen Rosenberg Ostervold |
|                        |                                                                        |           |                   |                                                                                    |

| 26 maja 2007 15:00 GMT | Irlandia Północna · McFadden 10' | 1-3raport | Czechy · Chlumecká 11' 81' 85' | The Showgrounds, Coleraine Sędzia: Berta Maria Correia Tavares |
|                        |                                  |           |                                |                                                                |

| 30 maja 2007 15:00 EEST | Białoruś | 0-3raport | Hiszpania · Morales 52' · Navascues 66' · Gonzales 83' | Spartak Stadium, Bobrujsk Sędzia: Lenna Arweahal |
|                         |          |           |                                                        |                                                  |

| 1 sierpnia 2007 17:00 EEST | Białoruś · Kazeeva 26' · Tatarynova 49' 90' · Davydovich 57' · Kuzniatsova 80' | 5-0raport | Irlandia Północna | Spartak Stadium, Bobrujsk Sędzia: Iwona Małek-Wybraniec |
|                            |                                                                                |           |                   |                                                         |

| 26 sierpnia 2007 17:00 EEST | Białoruś · Kuzniatsova 4' | 1-4raport | Czechy · Heroldova 8' · Ščasná 33' 57' (r.k) 61' | Spartak Stadium, Bobrujsk Sędzia: Sjoukje De Jong |
|                             |                           |           |                                                  |                                                   |

| 27 października 2007 13:30 GMT | Anglia · A. Scott 11' 64' · K. Smith 33' · Aluko 49' | 4-0raport | Białoruś | Bescot Stadium, Walsall Sędzia: Marylin Remy |
|                                |                                                      |           |          |                                              |

| 27 października 2007 14:00 CEST | Czechy · I. Martinkova 18' · Kňavová 78' | 2-2raport | Hiszpania · Martín 35' · Vilanova 90+4' | Stadion města Plzně, Pilzno Sędzia: Florea Cristina Lonescu |
|                                 |                                          |           |                                         |                                                             |

| 25 listopada 2007 18:00 GMT | Anglia · Carney 64' | 1-0raport | Hiszpania | New Meadow, Shrewsbury Widzów: 8753 Sędzia: Claudine Brohet |
|                             |                     |           |           |                                                             |

| 16 lutego 2008 17:00 CET | Hiszpania · Del Rio Garcia 17' · Bermudez Tribano 27' · María Paz 59' · Garcia 74' | 4-0raport | Irlandia Północna | Estadio El Montecillo, Aranda de Duero Sędzia: Christine Bango |
|                          |                                                                                    |           |                   |                                                                |

| 6 marca 2008 20:30 CET | Irlandia Północna | 0-2raport | Anglia · Williams 18' · White 84' | Mourneview Park, Lurgan Sędzia: Silvia Tea Spinelli |
|                        |                   |           |                                   |                                                     |

| 20 marca 2008 20:05 CET | Anglia | 0-0raport | Czechy | Keepmoat Stadium, Doncaster Sędzia: Eva Ödlund |
|                         |        |           |        |                                                |

| 26 kwietnia 2008 15:00 CEST | Czechy · Šmeralová 21' · Martínková 43' 79' (r.k.) · Došková 90+ 3' | 4-0raport | Irlandia Północna | Rudnice nad Łabą Sędzia: Marina Mamayeva |
|                             |                                                                     |           |                   |                                          |

| 2 maja 2008 12:00 CEST | Hiszpania · Vazquez Morales 11' 40' · Romero 28' 90' · Cuesta 68' · Perez Gonzalez 88' | 6-1raport | Białoruś · Shpak 36' | Pabellón de la Ciudad del Fútbol, Madryt Sędzia: Hilal Tuba Tosun |
|                        |                                                                                        |           |                      |                                                                   |

| 8 maja 2008 16:00 CEST | Białoruś · Ryzhevich 30' | 1-6raport | Anglia · J. Scott 1' · Williams 7' 25' 87' · Sanderson 44' · White 90' | Stadion Daryda, Mińsk Sędzia: Cristina Dorcioman |
|                        |                          |           |                                                                        |                                                  |

| 8 maja 2008 19:00 CEST | Hiszpania · Gimber 46' (r.k) · Boquete Giadans 57' 90+2' (pen.) · Marta Torrejón 84' | 4-1raport | Czechy · Heroldova 33' | Pabellón de la Ciudad del Fútbol, Madryt Sędzia: Gyöngyi Gaal |
|                        |                                                                                      |           |                        |                                                               |

| 28 maja 2008 20:45 CEST | Irlandia Północna | 0-3raport | Hiszpania · Vazquez Morales 9' 11' · Boquete Giadans 72' | The Showgrounds, Newry Sędzia: Christina Westrum Pedersen |
|                         |                   |           |                                                          |                                                           |

| 26 czerwca 2008 16:00 CEST | Czechy · Ringelova 19' · Martinkova 51' 81' | 3-1raport | Białoruś · Kiose 62' | TJ Ludgerovice, Ludgeřovice Sędzia: Ann-Helen Rosenberg Ostervold |
|                            |                                             |           |                      |                                                                   |

| 25 lipca 2008 19:30 CEST | Irlandia Północna · Hall 40' | 1-1raport | Białoruś · Kiose 84' | The Showgrounds, Newry Sędzia: Mihaela Gurdon Basimamovic |
|                          |                              |           |                      |                                                           |

| 28 września 2008 14:00 CEST | Czechy · Došková 28' | 1-5raport | Anglia · Westwood 61' · K. Smith 79' 86' · Carney 81' · J. Scott 83' | Ďolíček, Praga Sędzia: Christine Beck |
|                             |                      |           |                                                                      |                                       |

| 2 października 2008 14:00 CET | Hiszpania · Boquete Giadans 8' · Bermudez Tribano 42' | 2-2 | Anglia · Carney 54' · Smith 76' | Ruta de la Plata, Zamora Sędzia: Jenny Palmqvist |
|                               |                                                       |     |                                 |                                                  |